# Judy Chaloner
Judith Connor-Chaloner, detta Judy (18 novembre 1953), è un'ex tennista neozelandese.

## Biografia
In carriera ha conquistato un titolo di doppio, gli Australian Open nel 1979, in coppia con l'australiana Diane Evers.
In Fed Cup ha disputato un totale di 27 partite, vincendone 9 e perdendone 18.

## Statistiche

### Doppio

#### Vittorie (1)
| Numero | Anno | Torneo                     | Superficie | Compagna    | Avversarie in finale            | Punteggio     |
| 1.     | 1979 | Australian Open, Melbourne | Erba       | Diane Evers | Leanne Harrison Marcella Mesker | 6-2, 1-6, 6-0 |